# Power (brydż)
Power – brydżowy system licytacyjny należący do rodziny systemów Trefla Wiedeńskiego, opracowany przez australijskiego brydżystę Rona Klingera.
Otwarcie w tym systemie wyglądają następująco:
```
1♣  12-18
PH
 układ zrównoważony
    10-18PH 5+ trefli i starsza czwórka
    16-18PH 5+ trefli i 4 kara
    10-18PH dowolny układ 4-4-4-1
    19+     układ niezrównoważony
    23+     układ zrównoważony
1
♦
  10-18PH 5+ kar (ale 12-16 z ręką 5-3-3-2)
1
♥
  10-18PH 5+ kierów (ale 12-16 z ręką 5-3-3-2)
1♠  10-18PH 5+ pików (ale 12-16 z ręką 5-3-3-2)
1BA 17-20PH układ zrównoważony lub semi-zrównoważony (bez singletona),
            możliwe układy 5-3-3-2, 6-3-2-2 lub nawet 5-4-2-2
2♣  10-15PH 6+ trefli lub 5+ trefli i 4 kara
2
♦
   6-10PH słabe dwa
2
♥
   6-10PH słabe dwa
2♠   6-10PH słabe dwa
2BA 21-22PH układ zrównoważony
```

Po otwarciu 1♣, 1♦ jest negatem, 1♥/♠ są naturalne i przynajmniej semi-pozytywne.
Charakterystyczną cechą systemu są odzywki 2♣ i 2♦ po wszystkich otwarciach na poziomie jednego (a także po kontrach partnera na poziomie jednego), także jako rebidy odpowiadającego w senwencjach 1m-1S-1♠/BA - 2♣ jest sztuczną odzywką inwitującą do końcówki (jeżeli nie poprzedzona 1♥/♠ to bez starszej czwórki), a 2♦ jest sztucznym forsingiem do końcówki.  Power używa bardzo dużo sekwencji relayowych.